# Bresja (Fushë Kosova)
Bresja (albanisch Bresja/-ë; serbisch-kyrillisch Бресје) ist ein Dorf in der Gemeinde Fushë Kosova, Kosovo, mit rund als 5500 Einwohnern.
Der Ort liegt am südwestlichen Ortsrand von Fushë Kosova, beidseits der M-9, der Einfallachse aus dem Westen Kosovos in den Großraum Pristina (als Verlängerung der R 7).

## Demographie
Das Dorf ist zur Hälfte von Aschkali bewohnt, größte Minderheit sind Kosovo-Albaner. Daneben gibt es kleinere Minderheiten von Roma und Balkan-Ägyptern sowie wenige Serben, Türken und Bosniaken. Im Jahr 1981 stellten Serben noch eine Zwei-Drittel-Mehrheit, Kosovo-Albaner waren die zweitgrößte Gruppe. Der damals abgehaltene Zensus erlaubte es Aschkali Roma oder Balkan-Ägyptern nicht, sich als solche zu identifizieren; dementsprechend war der Anteil mit sonstiger Nationalität hoch.
| Jahr | Einwohner |
| ---- | --------- |
| 1948 | 497       |
| 1953 | 581       |
| 1961 | 777       |
| 1971 | 1458      |
| 1981 | 985       |
| 1991 | 1547      |
| 2011 | 5596      |

## Belege
1. ↑  Agjencioni i Statistikave të Kosovës: Ethnic composition of Kosovo 2011. 2012, abgerufen am 7. Januar 2023 (albanisch).
2. ↑  Ethnic composition of Kosovo 1981 (Memento vom 15. Juli 2012 im Webarchiv archive.today)
3. ↑  Kosovo censuses. In: pop-stat.mashke.org. Abgerufen am 15. Januar 2018.